# Љежјахов
Љежјахов (слч. Ležiachov) насељено је мјесто са административним статусом сеоске општине (слч. obec) у округу Мартин, у Жилинском крају, Словачка Република.

## Становништво
| Година:    | 1994. | 2004.   | 2014.   | 2024.   |
| ---------- | ----- | ------- | ------- | ------- |
| Број људи: | 136   | 144     | 158     | 164     |
| Разлика:   |       | +5,88 % | +9,72 % | +3,79 % |

| Година:    | 2023. | 2024.   |
| ---------- | ----- | ------- |
| Број људи: | 168   | 164     |
| Разлика:   |       | -2,38 % |

Према подацима о броју становника из 2011. године насеље је имало 150 становника.